# Barbara Shermund
Barbara Shermund (1899–1978) là một họa sĩ tranh biếm họa của tác phẩm xuất hiện trên tờ The New Yorker từ năm đầu tiên vào năm 1925. Bà là một trong ba nữ họa sĩ tranh biếm họa đầu tiên của Hiệp hội Họa sĩ Hoạt hình Quốc gia năm 1950.

## Tiểu sử
Barbara Shermund sinh ra tại San Francisco vào ngày 26 tháng 6 năm 1899. Cha của Shermund, Henry Shermund, là một kiến trúc sư và mẹ, Fredda Cool, là nhà điêu khắc. Tài năng của Shermund phát triển từ sớm trong cuộc đời và được cha mẹ khuyến khích theo đuổi đam mê. Bà theo học Trường Mỹ thuật California học hội họa và in ấn. Tác phẩm nghệ thuật đầu tiên được xuất bản khi bà 9 tuổi trên trang dành cho trẻ em của Biên niên sử San Francisco với tiêu đề 'Ở nông trại'. Năm 1911, bà xuất bản một truyện ngắn cho cuộc thi viết trên tạp chí The San Francisco Call. Shermund chuyển đến New York vào năm 1925 sau khi mẹ bà qua đời vì đại dịch cúm Tây Ban Nha. Khi chuyển đến New York, Shermund ở cùng với bạn bè, ở Thành phố New York hoặc ở Woodstock. Khi cha bà tái hôn với một người phụ nữ kém bà tám tuổi.

## Sự nghiệp
Shermund bắt đầu sự nghiệp ở New York bằng cách tạo ra các bức tranh minh họa. Tranh biếm họa đầu tiên của bà xuất hiện vào tháng 1 năm 1926. Bà đã tạo bìa, minh họa và tranh biếm họa cho Esquire, Life và Collier's.

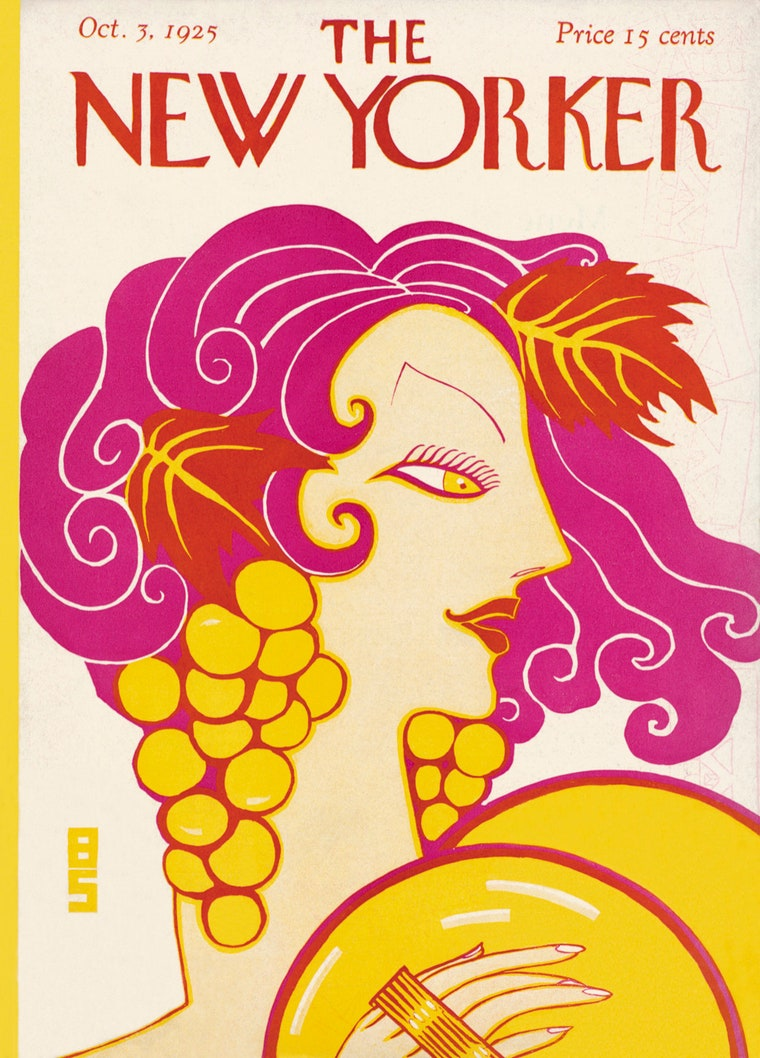
The New Yorker issue for 3 October 1925 by Shermund

Vào tháng 2 năm 1925, Harold Ross ra mắt The New Yorker một tạp chí hài hước về trung tâm Manhattan. Shermund cung cấp một trang bìa vào tháng 6, tháng 10 và đóng góp liên tục. Bà đã xuất bản hơn 600 tranh biếm họa trên tờ The New Yorker. Bà đã vẽ 9 hình minh họa trang bìa cho tạp chí. Shermund đã viết chú thích vào những bức tranh biếm họa của mình. Các tác phẩm mang tính châm biếm và thường mang giọng điệu cay độc và nữ quyền phản ánh quan điểm đầu thế kỷ 20 về Người phụ nữ mới. Một bức tranh có hai người đàn ông ngồi bên đống lửa với chú thích "Tôi đoán cuối cùng phụ nữ cũng chỉ là con người."
Cách đào tạo cổ điển của Shermund đã đặc trưng cho phong cách của mình. Tranh biếm họa của Shermund có thể nhận biết bởi những đường nét đậm và đơn giản. Bà sử dụng bút chì và bút lông phác thảo một bản nháp đầu tiên trên giấy màu nước có kích thước 24 x 36 inch. Không giống như các nghệ sĩ khác, Shermund không có xưởng vẽ nên bà thường vẽ trên bàn bếp của mình. Công việc của Shermund phát triển cùng với tạp chí. Vào những năm 1930, phong cách bắt đầu thay đổi. Giọng nữ mạnh mẽ của cô ấy thay đổi khi tạp chí phát triển. Đến những năm 1940, tranh biếm họa được cách điệu và ít thực tế hơn với những chú thích ít sâu sắc hơn. Từ năm 1944 đến năm 1957 Shermund đã sản xuất "Shermund's Sallies", một bảng chuyên đề về tranh biếm họa dành cho Tạp chí Báo ảnh, phần nghệ thuật và giải trí trên nhiều tờ báo Chủ nhật của Hearst. Shermund, Hilda Terry và Edwina Dumm là ba nữ họa sĩ truyện tranh đầu tiên của Hiệp hội Họa sĩ Hoạt hình Quốc gia năm 1950.

## Qua đời và di sản
Shermund qua đời năm 1978 sau khi mất liên lạc với gia đình. 35 năm sau, khi cô cháu gái tìm kiếm nơi chôn cất Shermund, cô đã rất ngạc nhiên khi thấy tro cốt của Shermund vẫn còn trong một viện dưỡng lão. Vào năm 2018, cháu gái của bà đã giúp quyên góp tiền để chôn cất tro cốt của Shermund và xây một bia đá. Năm 2022, New York Times xuất bản cáo phó muộn cho Shermund.